# Flabas
Flabas est une ancienne commune française du département de la Meuse en région Grand Est. Elle est rattachée à celle de Moirey en 1973 et a le statut de commune associée jusqu'en janvier 1983.

## Géographie
Située à 19 km au nord de Verdun, la localité de Flabas est traversée par la route D125.

## Toponymie
Par arrêté préfectoral du 20.12.1972 , la commune de Flabas est réunie à celle de Moirey qui est alors renommée Moirey-Flabas-Crépion.
Flabas est attesté sous les formes Flabasium (xe siècle) ; Flabaisum (1049) ; De Flabasio (1204) ; Flabaisium (1220) ; Flabais (1232) ; Flabaix (1240) ; Flabax (1240) ; « La fontaine Saint-Maur à Flabaix » (1519) ; Flaba, ecclesia de Flabate (1738) ; Flabay (1756).

Du nom du ruisseau qui a laissé son nom à la commune, de l'adjectif germanique flad « qui s'étale » et bach : « ruisseau ».

## Histoire
Mentionné sous le nom de Flabasium au Xe siècle, ce village dépend du Verdunois et du diocèse de Verdun au XVIIIe siècle.
Son église et une chapelle étaient dédiés à Saint-Maur, dont la fête était célébrée le lundi de Pâques et le 4 septembre, donnant lieu à une procession de l'église à la chapelle, suivie classiquement de festivités villageoises. Saint-Maur était invoqué contre les douleurs, les rhumatismes, et de nombreux ex-votos en sa dévotion avaient la forme d'une béquille.
Lors de la première guerre mondiale, Flabas fut occupée dès 1914 par les Allemands, qui déportèrent en Bavière nombre de civils. Proche du Bois des Caures, haut lieu de la bataille de Verdun en 1916, la commune sera complètement détruite.
Le 1er janvier 1973, la commune de Flabas est rattachée sous le régime de la fusion-association à celle de Moirey qui est alors renommée Moirey-Flabas-Crépion. Le 1er février 1983, le rattachement de Flabas à Moirey-Flabas-Crépion est transformé en fusion simple.

## Politique et administration
| Période                                  | Période     | Identité          | Étiquette | Qualité |
| ---------------------------------------- | ----------- | ----------------- | --------- | ------- |
|                                          | XIXe siècle | Nicolas Troussard |           |         |
|                                          | années 1890 | Félix Koner       |           |         |
| après 1900                               | après 1920  | Jules Blanchard   |           |         |
| Les données manquantes sont à compléter. |             |                   |           |         |

## Démographie
| 1793 | 1800 | 1806 | 1821 | 1831 | 1836 | 1841 | 1846 | 1851 |
| ---- | ---- | ---- | ---- | ---- | ---- | ---- | ---- | ---- |
| 175  | 187  | 195  | 201  | 217  | 203  | 214  | 211  | 220  |

| 1856 | 1861 | 1866 | 1872 | 1876 | 1881 | 1886 | 1891 | 1896 |
| ---- | ---- | ---- | ---- | ---- | ---- | ---- | ---- | ---- |
| 230  | 204  | 199  | 186  | 183  | 159  | 147  | 147  | 122  |

| 1901 | 1906 | 1911 | 1921 | 1926 | 1931 | 1936 | 1946 | 1954 |
| ---- | ---- | ---- | ---- | ---- | ---- | ---- | ---- | ---- |
| 126  | 127  | 106  | 31   | 49   | 58   | 64   | 68   | 64   |

| 1962 | 1968 | - | - | - | - | - | - | - |
| ---- | ---- | - | - | - | - | - | - | - |
| 56   | 59   | - | - | - | - | - | - | - |

## Lieux et monuments
- Église Saint-Maur du XVIe siècle, reconstruite en 1931
- Chapelle Saint-Maur, construite en 1867

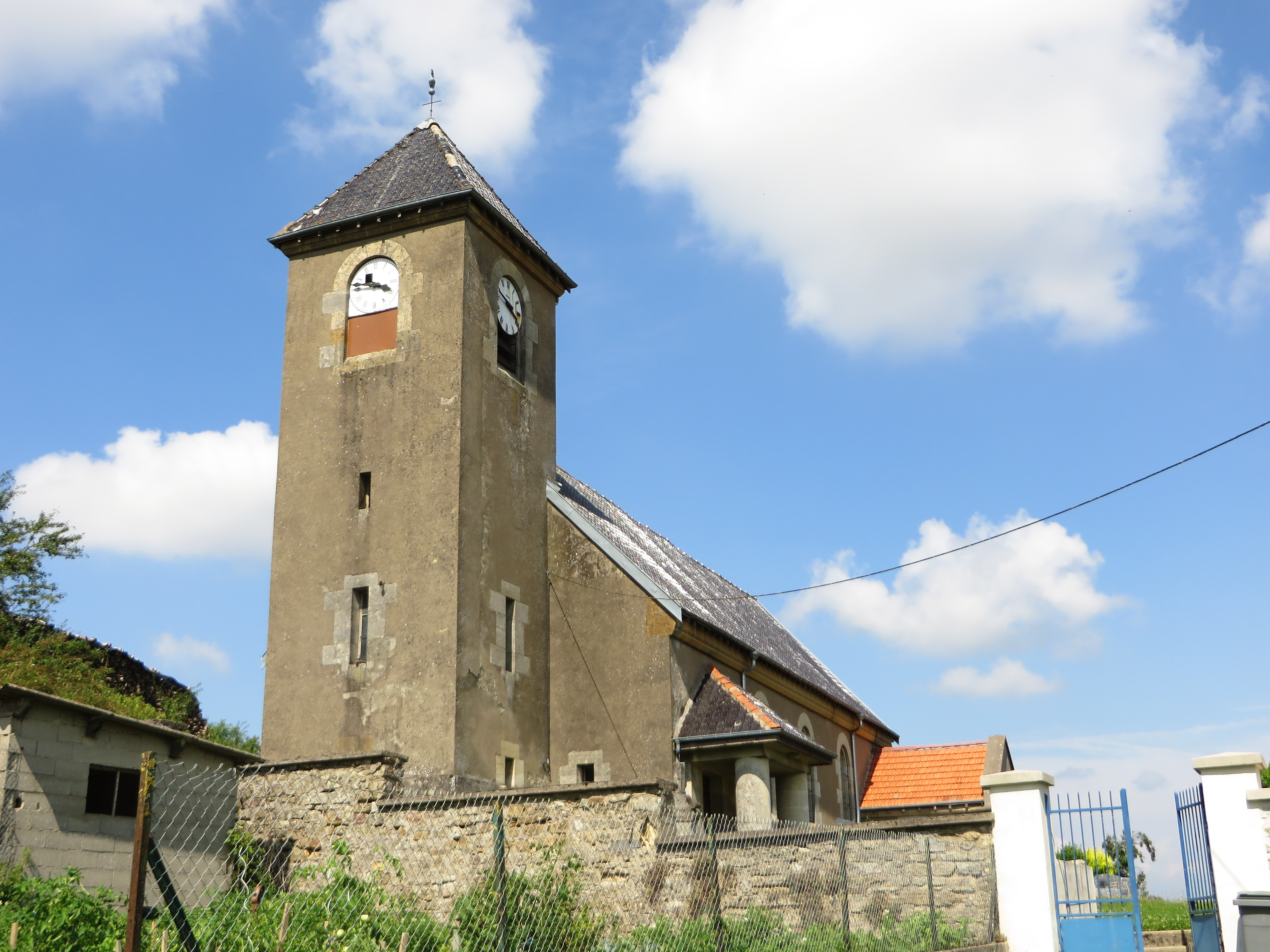
Église Saint-Maur.
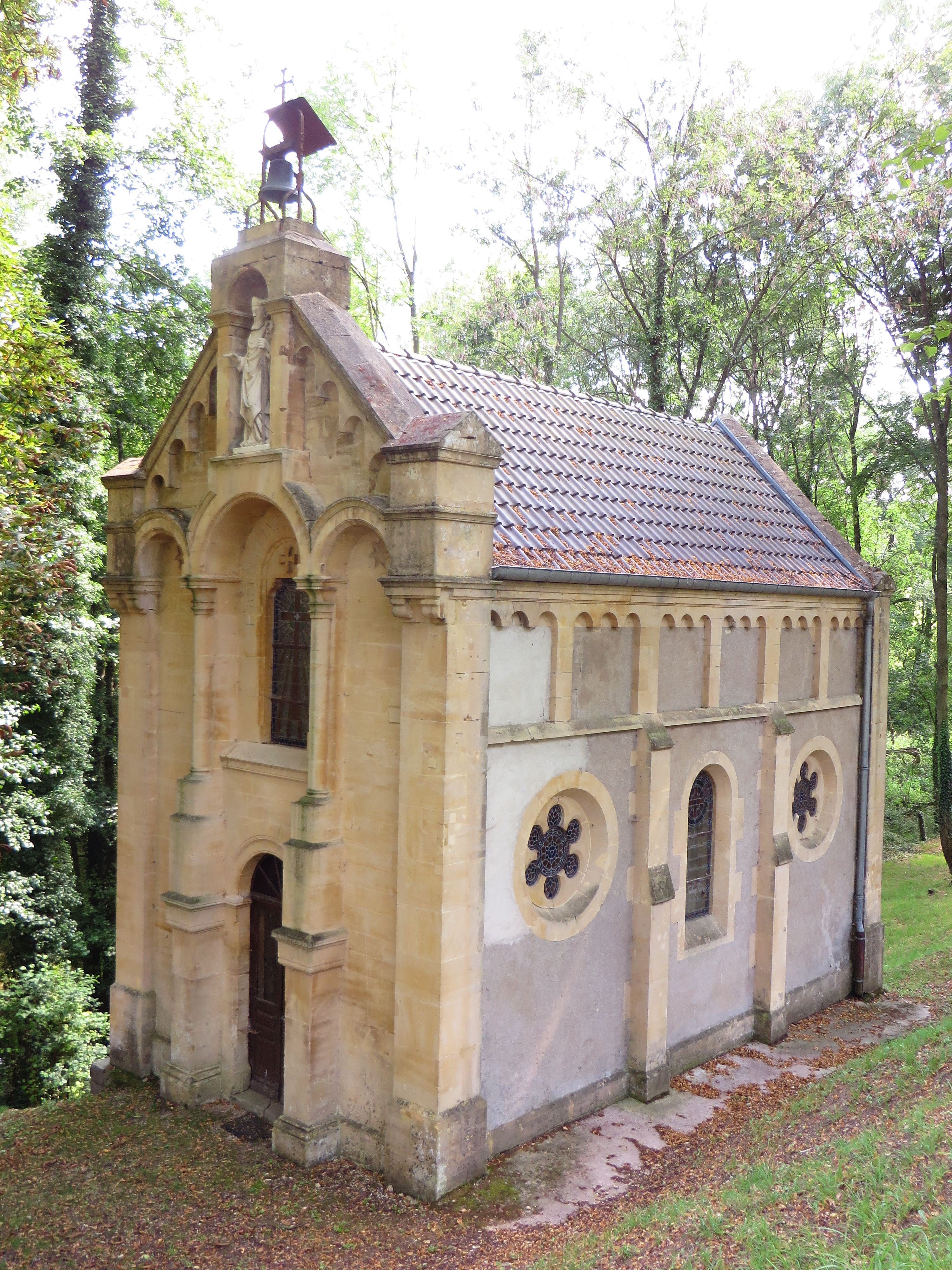
Chapelle Saint-Maur.
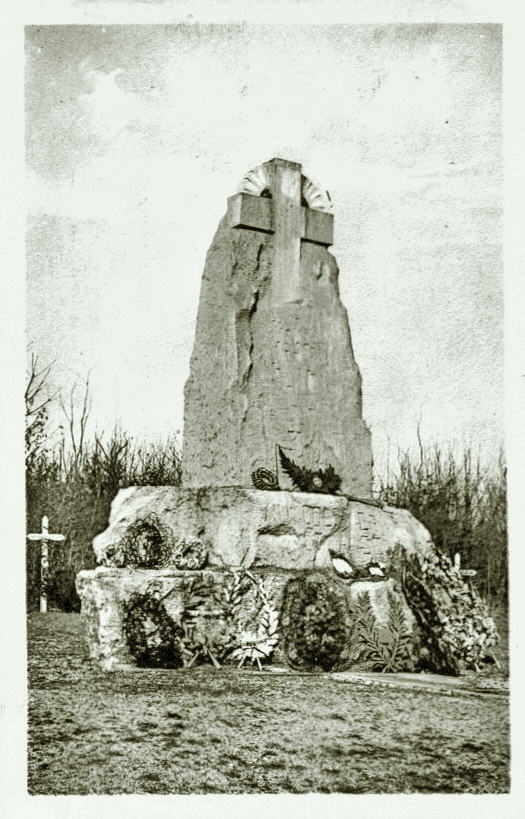
Monument à Émile Driant et son bataillon au Bois des Caures.